# Coffey
Coffey és una població dels Estats Units a l'estat de Missouri. Segons el cens del 2000 tenia 140 habitants.

## Demografia
Segons el cens del 2000, Coffey tenia 140 habitants, 56 habitatges, i 38 famílies. La densitat de població era de 270,3 habitants per km².
Dels 56 habitatges en un 37,5% hi vivien nens de menys de 18 anys, en un 55,4% hi vivien parelles casades, en un 8,9% dones solteres, i en un 30,4% no eren unitats familiars. En el 28,6% dels habitatges hi vivien persones soles el 17,9% de les quals corresponia a persones de 65 anys o més que vivien soles. El nombre mitjà de persones vivint en cada habitatge era de 2,5 i el nombre mitjà de persones que vivien en cada família era de 3,05.
Per edats la població es repartia de la següent manera: un 28,6% tenia menys de 18 anys, un 10,7% entre 18 i 24, un 18,6% entre 25 i 44, un 23,6% de 45 a 60 i un 18,6% 65 anys o més.
L'edat mediana era de 41 anys. Per cada 100 dones de 18 o més anys hi havia 81,8 homes.
La renda mediana per habitatge era de 15.000 $ i la renda mediana per família de 17.813 $. Els homes tenien una renda mediana de 24.167 $ mentre que les dones 14.375 $. La renda per capita de la població era d'11.415 $. Entorn del 38,5% de les famílies i el 43,1% de la població estaven per davall del llindar de pobresa.

## Poblacions més properes
El següent diagrama mostra les poblacions més properes.